# Послания Ивана Грозного Юхану III
Послания русского царя Ивана Грозного королю Швеции Юхану III играли роль дипломатических грамот. При этом два из них, написанные в 1572 и 1573 годах, имеют публицистический характер и составлены в характерном для царя стиле. Их включают в сборники сочинений царя.

## Содержание
В конце 1560-х годов отношения между Русским царством и Швецией резко ухудшились. Москва заключила договор о союзе с королём Эриком XIV, но последний вскоре был свергнут своим братом Юханом III (1568), который оскорбил русских послов. Тем не менее война не началась. Юхан направил в Москву своих послов, а Иван Грозный выслал их в Муром. В августе 1571 года царь направил королю грамоту, в которой написал о «неразсудном обычае» отца Юхана Густава I, воевавшего с Москвой, и о знатном происхождении оскорблённых королём посланников. Шведские послы, по словам Ивана IV, «пришедши к нашим боярам, уродственным обычаем стали что болваны и сказали, что с ними к боярам никоторого приказу нет, а прежнего обычея позабывши, ино над ними по их уродству потому так и сталось».
В этой грамоте царь потребовал, чтобы до 1 октября Юхан прислал новое посольство, и пригрозил вторжением в Швецию, если это не будет сделано. В ноябре 1571 года он решил начать поход и в связи с этим направил Юхану новую грамоту, но вскоре передумал. В январе 1572 года шведы пообещали Ивану IV заплатить за оскорбление послов Юханом, гарантировали помощь в разработке серебряных руд, пропуск в Москву иностранцев через свои земли и др. Тогда царь отпустил шведских посланников, а с ними передал новое письмо для короля. В этом документе он вспоминает о сложных шведско-московских отношениях в предыдущие десятилетия и перечисляет условия, на которых готов заключить союз.
В январе 1573 года русская армия под командованием Ивана IV взяла штурмом крепость Вейсенштейн в Северной Ливонии. Один из захваченных там пленников передал царю грамоту Юхана — ответ на его последнее послание. Иван IV подготовил ответное письмо, причём демонстративно подписал его как отправленное из Вейсенштейна, хотя в действительности был уже на пути к границе. В этом документе царь насмехается над низким происхождением династии Ваза, настаивает на том, что шведские короли должны вести переговоры не с ним лично, а с его новгородским наместником, критикует протестантскую веру.

## История текста
Две грамоты 1571 года сохранились в шведских архивах в списках XVII века и были опубликованы шведским историком Х. Ерне в 1880 году. Грамоты 1572 и 1573 годах, имеющие заметно более публицистический характер и составленные в характерном для царя стиле, сохранились в виде копий в архивах Москвы. Их литературное значение было осознано уже в XVII веке, когда письма начали включать в «четьи» сборники. В одном из таких сборников послания Юхану оказались рядом с первым письмом царя Андрею Курбскому.